# Pseudischnocampa nigridorsata
Pseudischnocampa nigridorsata là một loài bướm đêm thuộc phân họ Arctiinae, họ Erebidae.